# Marinha Dinamarquesa
A Marinha Dinamarquesa (Søværnet) é o ramo marítimo da Defesa Dinamarquesa. A Marinha Real é a principal responsável pela defesa e soberania marítimas da Dinamarca, Groenlândia e territórios marítimos das Ilhas Faroé.

## Fotos

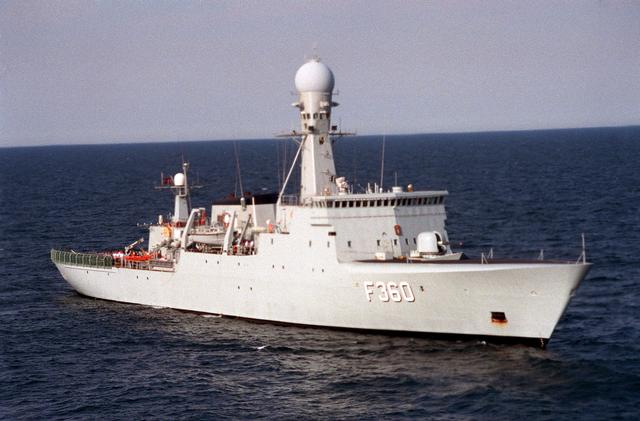
A fragata KDM Hvidbjørnen (F360).
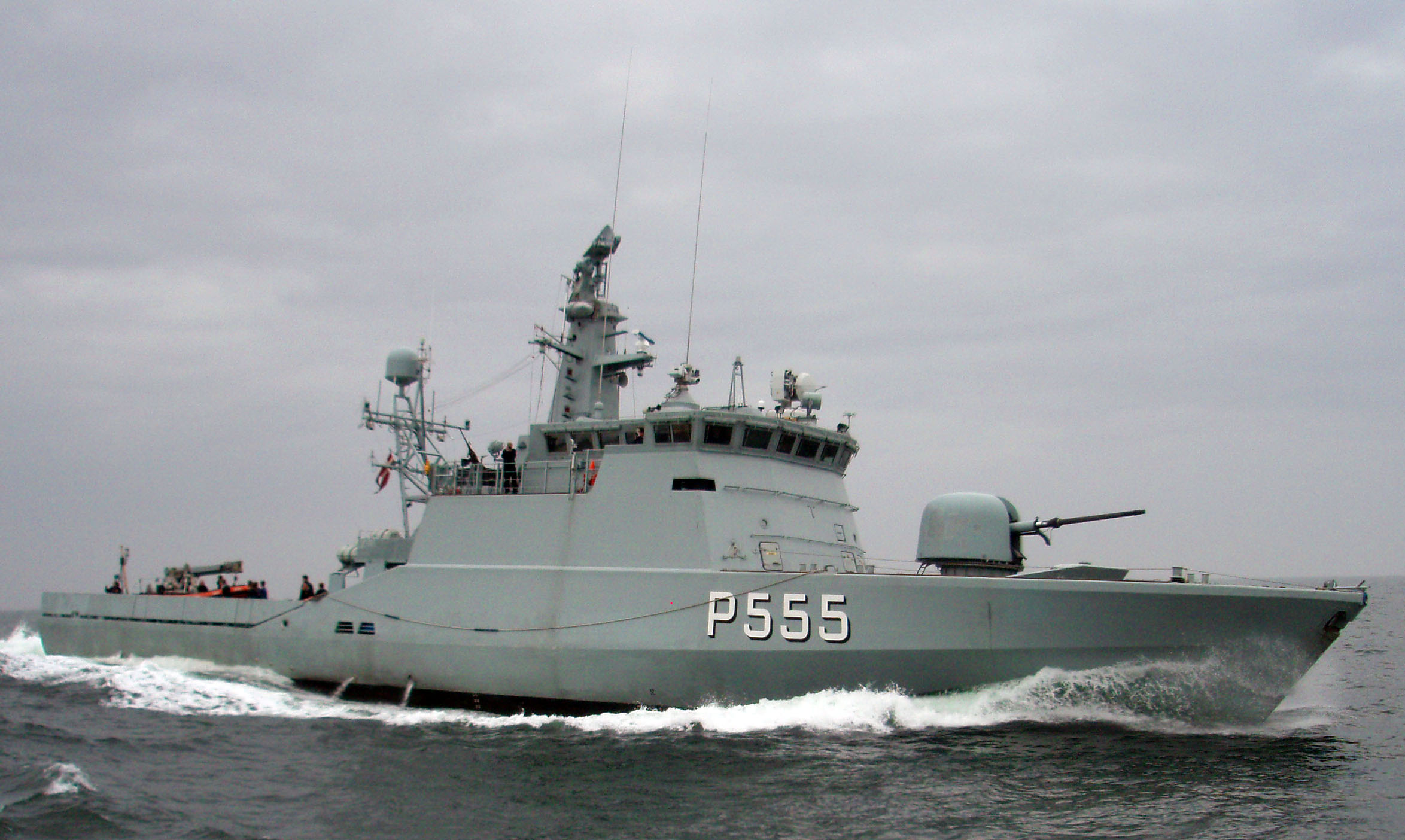
O barco de patrulha P555 KDM Støren.